# Pákásztanya
A Pákásztanya, korábban (Régi) Vidraház a budapesti Fővárosi Állat- és Növénykert egyik ismert épülete.

## Története
A Pákásztanya a Budapesti Állatkert újabb épületei közül való. Eredetileg vidrák számára épült 1988-ban a Budapesti Városépítési Tervező Vállalat (BVTV) tervezésével. 2007-ben átalakították, ettől kezdve a neve Pákásztanya. 
A föld fölé csak kicsi magasodó épület belsejében a bejárattól két irányba vezetnek lépcsők lefelé, ahol egy oldalról nézhető vizes medence mellett találkoznak. Ebben nagyobb halakat mutat be az állatkert. A folyosón egy régi halászbárka látható, a falakat növények festményei díszítik.
Közvetlen szomszédságában található a Vízparti Élet Háza, a India Ház, és a Majomház (Magaszkár Ház).

## Képtár

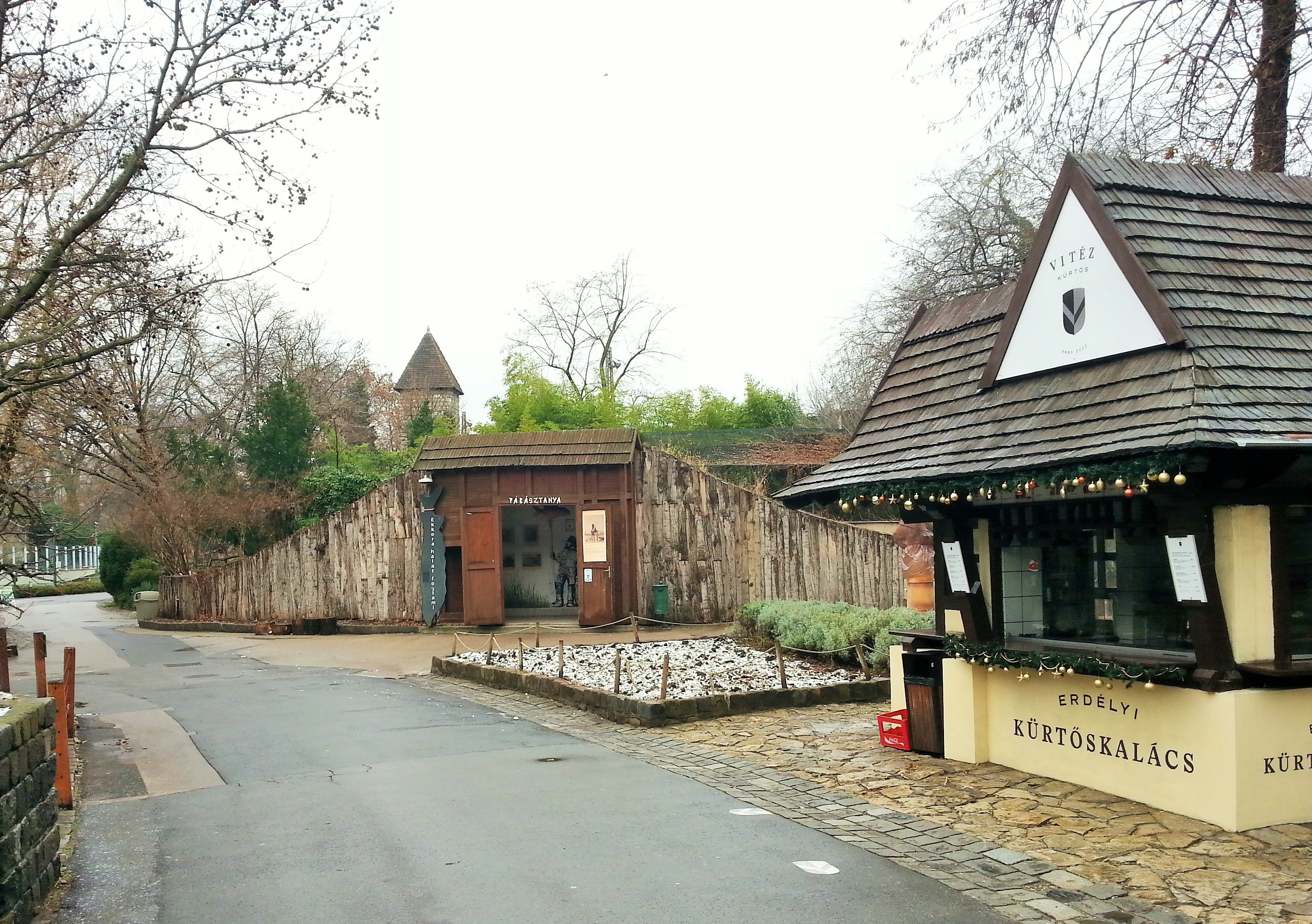
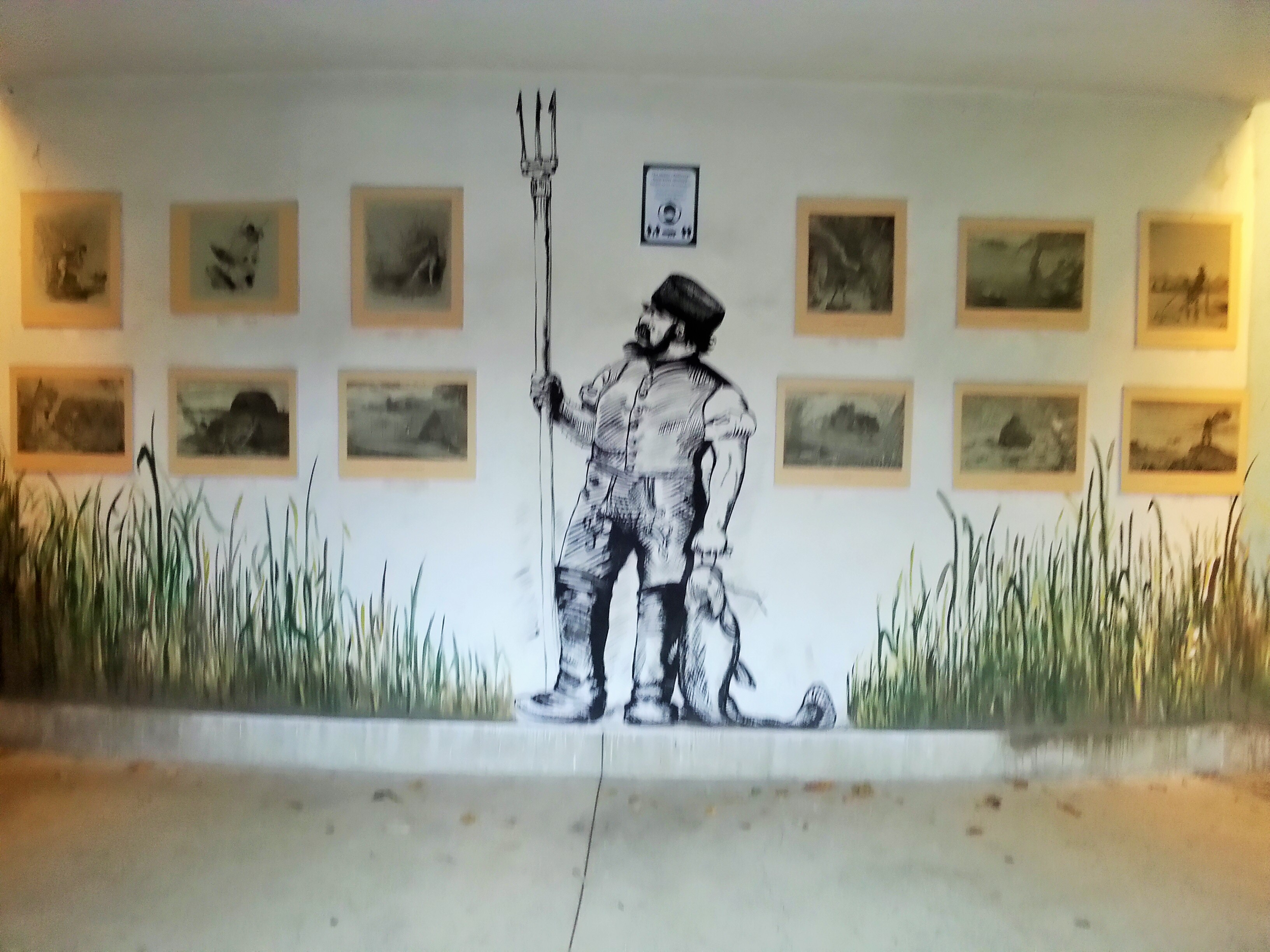
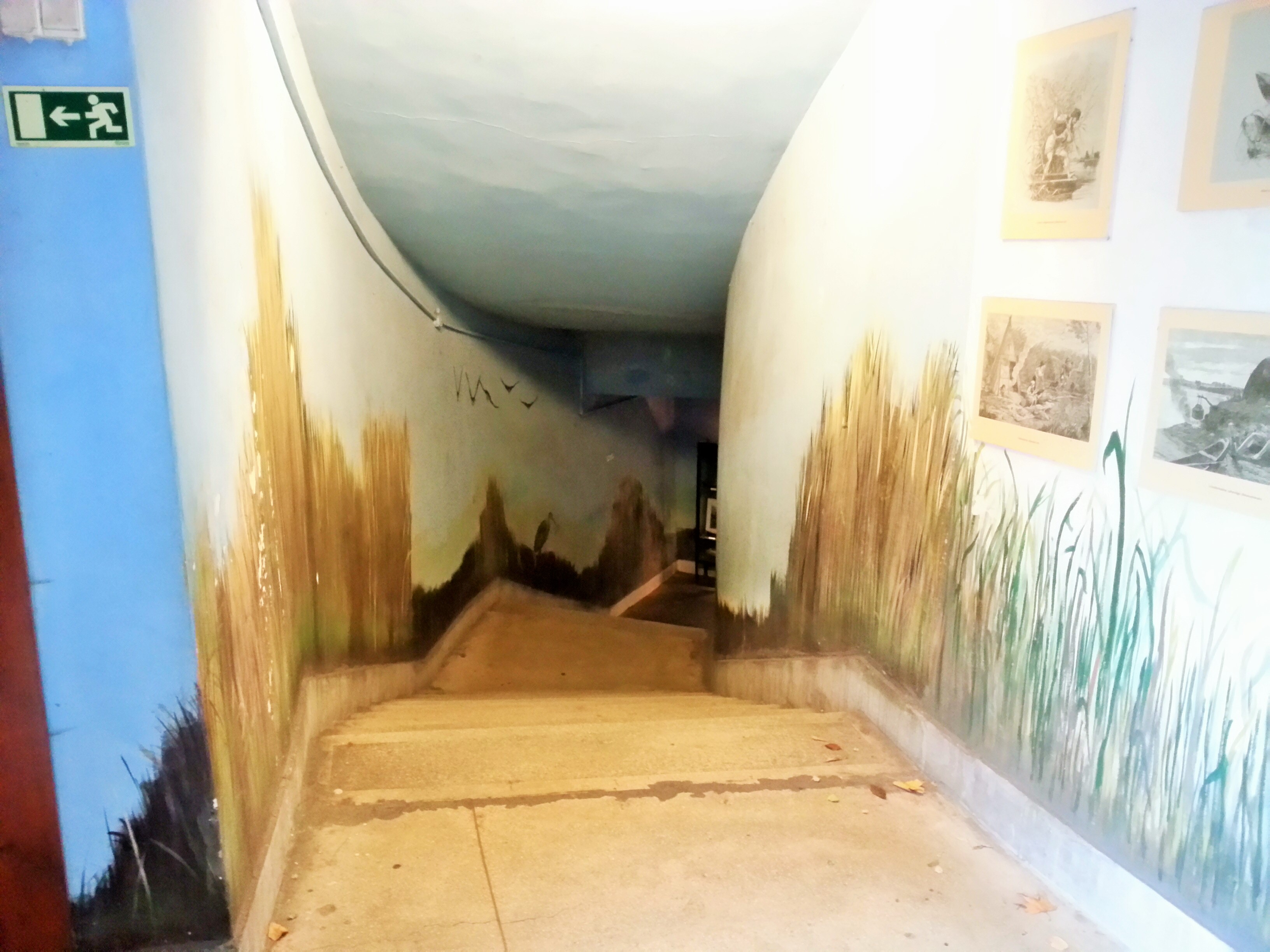
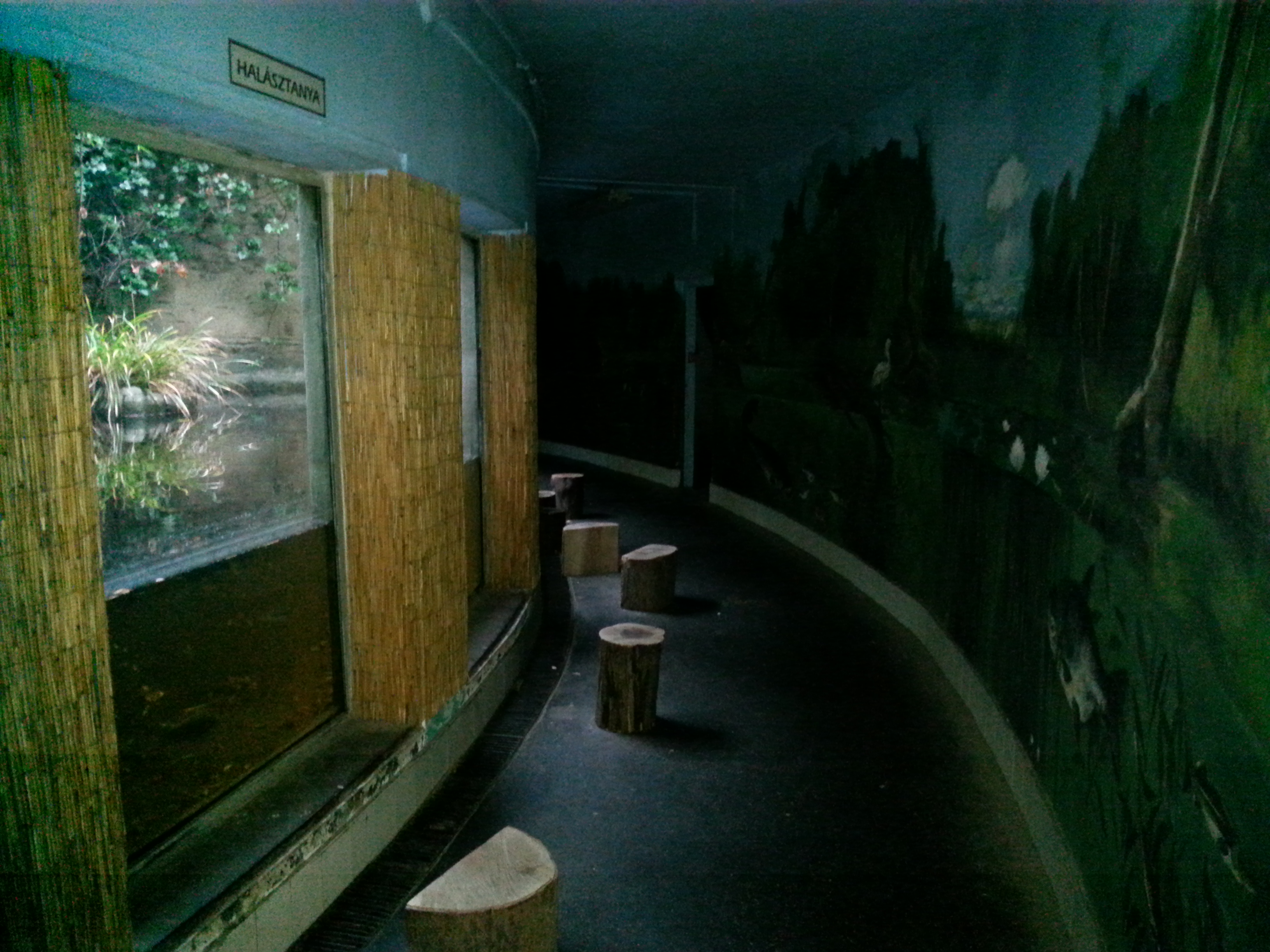
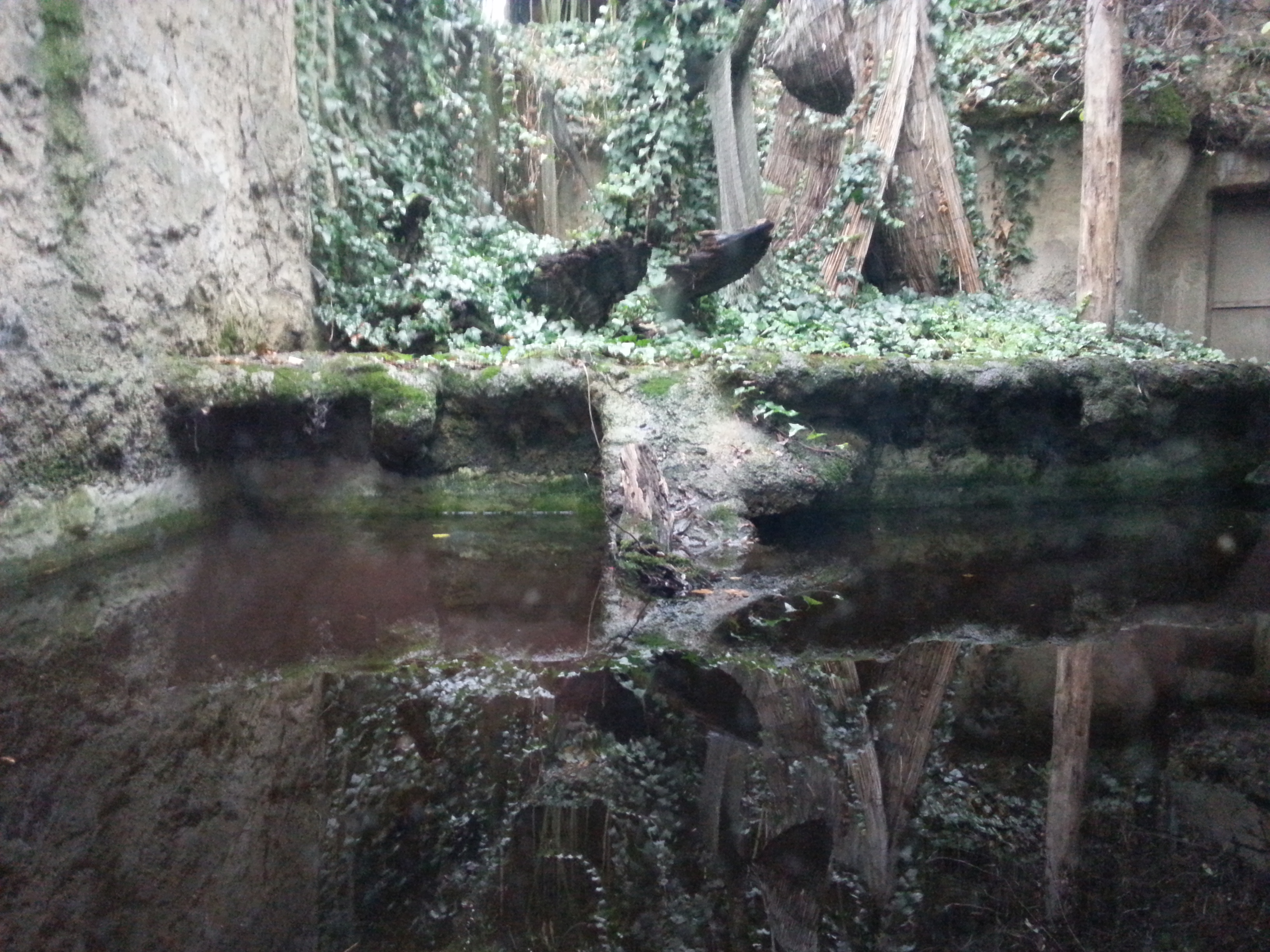
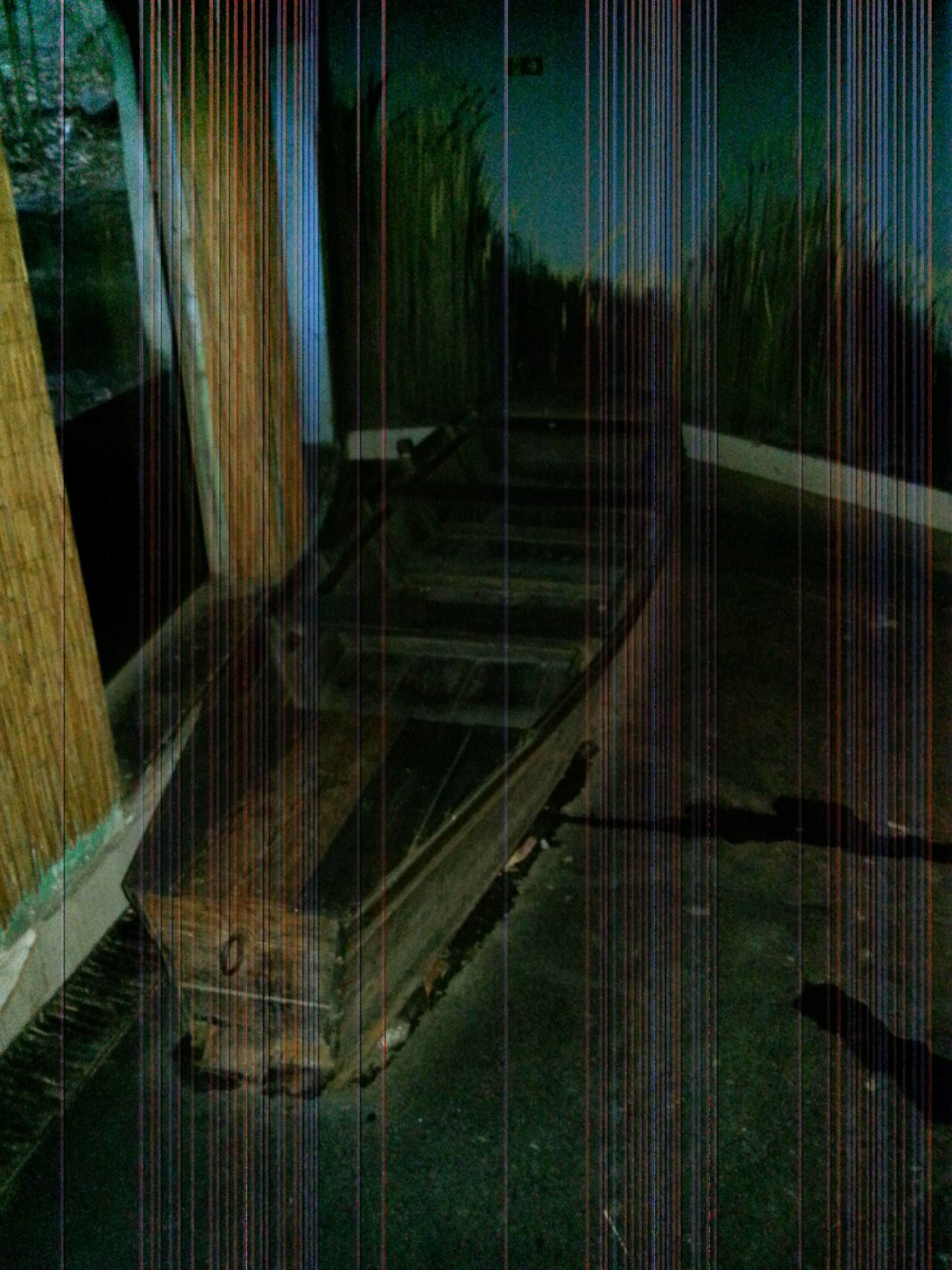